# Бодиско, Владимир Александрович
Владимир Александрович Бодиско (род. в 1820 г. в Стокгольме — ум. 31.7.1878 в Рокбридж Алум Спрингс, Виргиния) — российский дипломат.
Сын тайного советника Александра Андреевича Бодиско и его первой супруги Маргариты Штоль. В американских источниках упоминается как его племянник.
В 1860—70-е секретарь русской миссии в Вашингтоне, участвовал в подготовке и подписании договора о продаже Русской Америки.
Участник многосторонней дипломатической встречи на Трентонском водопаде 18 августа 1863 г. (В. А. Бодиско на фото под № 9)
С 1871 г. — Генеральный консул России в Нью-Йорке.
Похоронен в Вашингтоне, на кладбище Oak Hill cemetery.
Жена — баронесса Анна Катарина фон Дольст (18.12.1822 — 25.11.1878). Погибла с сыновьями Борисом и Александром во время кораблекрушении парохода «Pommerania», направлявшегося из Нью Йорка в Гамбург.
Третий сын — Владимир, служил в российском флоте.